# HD 104985
Désignations
HD 104985, aussi nommée Tonatiuh, est une étoile géante jaune située à environ ∼ 329 a.l. (∼ 101 pc) dans la constellation de la Girafe. En 2003, une planète a été découverte en orbite autour de l'étoile, HD 104985 b, également nommée Meztli.

## Système planétaire
Données du système planétaire de HD 104985 :
| Planète    | Masse   | Demi-grand axe (ua) | Période orbitale (jours) | Excentricité  | Inclinaison | Rayon |
| ---------- | ------- | ------------------- | ------------------------ | ------------- | ----------- | ----- |
| b (Meztli) | >8,3 M🜨 | 0,95                | 199,505 ± 0,085          | 0,090 ± 0,009 |             |       |

La planète et son étoile hôte sont l'un des systèmes planétaires retenus par l'Union astronomique internationale dans le cadre de leur appel au public pour nommer des exoplanètes et leurs étoiles hôtes (lorsqu'elles n'ont pas de noms propres),. Le processus comprenait une proposition de noms et un vote sur les noms proposés. En décembre 2015, l'UAI annonce que les noms retenus sont Tonatiuh pour l'étoile et Meztli pour la planète.